# Sebastian Rauch
Sebastian Rauch (* 29. September 1981) ist ein ehemaliger deutscher Fußballtorwart. Er war von 1991 bis 2013 beim SV Babelsberg 03 aktiv.

## Karriere
Rauch begann als Jugendspieler 1991 bei Babelsberg 03 mit dem Vereinsfußball und blieb dem Verein auch im Herrenbereich treu. 2001/02 stand er im Zweitligakader des SVB, kam aber zu keinem Einsatz. 2002 stieg der Verein in die Regionalliga Nord ab. Dort kam Rauch zu vier Einsätzen. Die Mannschaft stieg direkt wieder ab und spielte ab 2003 in der Oberliga Nordost Staffel Nord. Dort wurde er zum Stammtorhüter, verlor diesen Status während der Saison 2005/06 aber wieder. 2006/07 absolvierte er kein Spiel für das Oberliga-Team und gehörte nach dem Aufstieg in die Regionalliga 2007 nicht mehr zum Kader der ersten Mannschaft.
Am 14. Mai 2011 stand er erstmals wieder im Tor der 1. Mannschaft, die zwischenzeitlich in die 3. Liga aufgestiegen war. Auch in der Saison 2011/12 gehörte er wieder zum Profikader.

### Statistik
| Liga         | Spiele (Tore) |
| ------------ | ------------- |
| 3. Liga      | 06 (0)        |
| Regionalliga | 04 (0)        |
| Oberliga     | 71 (0)        |